# Akron (Unternehmen)
Akron (russisch Акрон) ist ein russischer Düngemittelhersteller mit Sitz in Weliki Nowgorod. 2010 war Akron Russlands viertgrößter Mischdüngerhersteller. Über eine verschachtelte Konstruktion wird das Unternehmen von Wjatscheslaw Kantor kontrolliert. Das Unternehmen ist an der Börse Moskau im RTS-Index gelistet.

## Produktion
Akron baut Kalisalz bei Werchnekamsk (russisch Верхнекамская Калийная Компания (ВКК)) sowie Apatit bei Partomtschorr und Oleni Rutschei auf der Halbinsel Kola (russisch Северо-Западная Фосфорная Компания (СЗФК), Sewero-Sapadnaja Fosfornaja Kompanija [SSFK]) ab. Derzeit werden zwei Kalisalz-Vorkommen (Talizki in Russland und Saskatchewan) entwickelt. Seit 2015 werden als Nebenprodukt des Apatitabbaus auch Seltenerdkonzentrate gewonnen.
2015 wurden 6,3 Mio. t Dünger in den Produktionsanlagen Dorogobusch, Akron bei Weliki Nowgorod und Linyi, Shandong hergestellt.

## Absatz
Der größte Absatzmarkt für Ammoniumnitrat-Harnstoff-Lösung (UAN) sind die USA (69 %), für Ammoniumnitrat Brasilien (34 %) und Russland (33 %) sowie für NPK-Dünger China (40 %), die Ukraine (12 %), Russland (11 %) und Thailand (10 %).
Akron besitzt eigene Güterwagen und Hafenterminals in Kaliningrad, Muuga und Sillamäe (Estland).

## Tochtergesellschaften
Akron besitzt Anteile an Uralkali (0,93 %) und der Grupa Azoty (20 %).